# Braccio da Montone

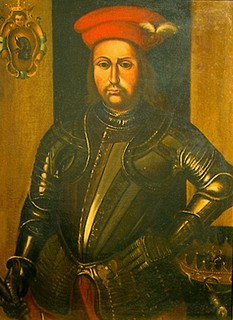
Braccio da Montone

Braccio da Montone, geboren als Andrea Fortebracci (* 1. Juli 1368 in Perugia; † 5. Juni 1424 in L’Aquila), war ein italienischer Condottiere.
Der Zusatzname entstammt dem Ort Montone, ca. 28 Kilometer nordnordwestlich von Perugia gelegen. Der Ort gehörte damals zur Rione di Porta Sant’Angelo in Perugia. Er war ein Rivale von Muzio Attendolo Sforza; beide starben 1424 innerhalb von wenigen Wochen, ihren Söhnen die Fehde hinterlassend. Braccio war 1416 Herr von Perugia und kontrollierte kurz auch die Stadt Rom. Er wurde bei der Belagerung L’Aquilas getötet, die er zuletzt im Auftrag des Königs Alfons V. unternahm. Sein Sohn war Carlo da Montone (Carlo Fortebracci, 1421–1479).